# Geras (Mortal Kombat)
Geras es un personaje ficticio de la serie de videojuegos de lucha Mortal Kombat. Su primera aparición fue en Mortal Kombat 11, lanzado en 2019, como un villano secundario.

## Biografía ficticia
Geras fue creado por Kronika, la Guardiana del Tiempo y Arquitecta del Destino, como su sirviente más leal. Geras tiene tono de piel oscura, ojos azules brillantes y la capacidad de regenerar sus heridas debido a que, como él mismo lo menciona, es un punto fijo en el flujo del tiempo, lo que en esencia lo convierte en un ser inmortal. Él ha presenciado eventos clave alrededor de la historia, como la Era de Hielo o la derrota del Gran Kung Lao a manos de Goro. Cada vez que Geras muere, regresa a la vida más fuerte y más sabio. Durante los acontecimientos de Mortal Kombat 11, Geras asegura haber muerto más de cien veces para estar preparado para ese momento.
Geras tiene la habilidad de manipular las arenas del tiempo a su antojo. Puede crear paredes de arena, púas de arena, entre otras cosas; además puede hacer que él mismo u otra persona retrocedan en el tiempo, es decir, que se regresen en sus acciones.
Con la línea temporal creada por Raiden corrompido, Kronika envía a Geras junto con sus esbirros a detener a los Campeones de La Tierra cuando estos intentaron frustra sus planes de crear una línea temporal perfecta (a su juicio). El primer encuentro con Geras es cuando Liu Kang y Kung Lao se encuentran con él e intentar matarlo, Kung Lao le corta la cabeza, pero Geras revive más fuerte y se enfrenta a ellos, pero pierde y escapa.
Posteriormente, Geras aparece en la guarida del Dragón Negro, para tratar de evitar que Cassie Cage rescate a las versiones jóvenes de Johnny Cage y Sonya Blade, pero es vencido por Sonya y asesinado por Cassie, quien lo hace explotar en pedazos con dos granadas de mano, pero los pedazos de Geras se empiezan a juntar para revivir una vez más, pero lo hace lentamente, lo que le da tiempo a los héroes para escapar.
Durante el viaje de los Campeones de la Tierra por el Mar de Sangre hacia la fortaleza de Kronika, Geras aparece de nuevo en el barco de Kharon para enfrentar a Raiden, quien lo derrota, lo ata a un ancla y lo arroja al Mar de Sangre, como el Mar de Sangre no tiene fondo y Geras no puede ahogarse, se hundirá hasta el final de los días.

## Apariciones en los juegos

### Mortal Kombat 11
Interpretado por Dave B. Mitchell en su idioma original, y por Esteban Desco en español latino.

#### Movimientos especiales
- Ventaja temporal: Geras congela a su oponente en el tiempo, luego lo lanza con energía hacia adelante.
- Trampa de arena: Geras crea un vórtice de arena en el suelo, en el que su oponente, al caer en el, se eleva y es aplastado por dos martillos de arena.
- Arremetida de titán: Geras sujeta a su oponente y corre sujetándolo, luego lo arroja al suelo violentamente.
- Gran puño: Geras lanza un puñetazo directo con su Puño de Acero.
- Arenas movedizas: Geras se hunde en el suelo en un vórtice de arena y se vuelve inmune ante proyectiles.
- Cama de púas: Geras toma del cuello a su oponente, hace crecer púas de arena en el suelo y lanza a su oponente en ellas.
- Arenas cambiantes: Geras invoca arena para obstaculizar la movilidad de su oponente.
- Tiempo perdido: Geras modifica directamente el tiempo de la ronda de juego, restando tiempo a la partida.
- Tiempo libre: Geras modifica directamente el tiempo de la ronda de juego, añadiendo tiempo a la partida.
- Simulacro de arena: Geras crea un clon de aren detrás del enemigo y se teletransporta a su posición.
- Revivido: Al estar activo, Geras podrá revivir si es vencido.
- Regresión en el tiempo: Geras retrocede el tiempo, regresándose sobre sus pasos.
- Retroceso: Geras puede cancelar ataques.
- Columna de arena: Geras invoca una columna de arena que levanta al oponente.

#### Fatal Blow
- Ataque de Estasis: Geras congela el tiempo, golpea, corta y apuñala a su oponente varias veces mientras el tiempo está pausado, luego aplasta su cabeza con su puño, haciendo reproducir al tiempo y recibir todo el daño a su oponente.

#### Final
El ciclo eterno de regresión y reinicio de líneas temporales de Kronika destruyó mi espíritu. Pero se rehusó a dejarme en libertad o a quitarme la vida. Así que usé su poder para hacer lo que ella no pudo. Crearía una línea temporal perfecta y definitiva. Así podría descansar. Pero era una tarea más difícil de lo que imaginaba. Los mortales se negaron a seguir mis caminos. A cada línea temporal, mi frustración aumentaba. Comencé a entender por qué Kronika había caída en la locura. Quizá los mortales no necesitan un Señor del Tiempo. Sacrificaré mi cuerpo y mi cometido para modificar las Arenas y que el Reloj de Arena funcione por sí mismo. Por primera vez en toda la eternidad, podré descansar... En paz.